# Fethi Haddaoui

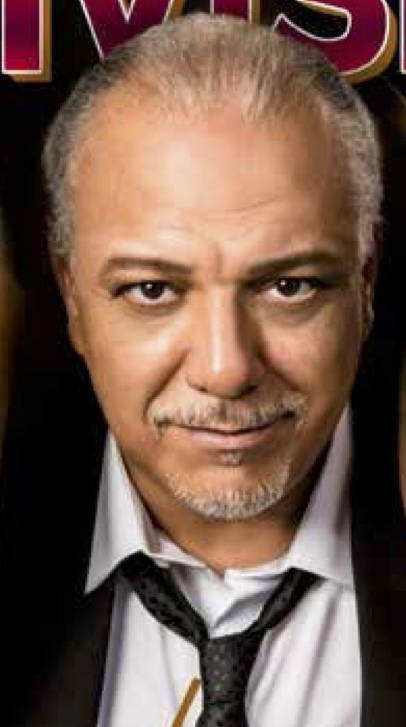
Fethi Haddaoui

Fethi Haddaoui (arabisch فتحي الهداوي, DMG Fatḥī al-Haddāwī; geboren am 9. Dezember 1961 in Tunis; gestorben am 12. Dezember 2024) war ein tunesischer Schauspieler, Filmproduzent und Drehbuchautor. Er gehörte zu den bekanntesten Schauspielern seiner Generation in Tunesien.

## Leben und Ausbildung
Haddaoui begann bereits während seiner Schulzeit in Tunis am Lycée Ibn Charef als Teil des Schultheaters, unter der Leitung seines Lehrers Hammadi Mezzi, mit dem Theaterspiel. Später wechselte er zum Amateurtheater und schrieb sich am Institut Supérieur des Arts Dramatiques in Tunis (ISAD) ein, wo er 1986 sein Universitätsstudium abschloss. Ende der 1970er Jahre begann er seine professionelle Karriere beim Ensemble des Théâtre Triangulaire unter der Leitung von Habib Chebil. Im Jahr 1985 trat er dem Ensemble des Neuen Theater Kollektivs in Tunis bei, dem auch Fadhel Jaibi, Fadhel Jaziri und Jalila Baccar angehörten.
Haddaoui spielte seine Rollen außer im tunesischen Dialekt auch in klassischem Arabisch, Französisch, Englisch und Italienisch. Er lebte und arbeitete für einige Jahre in Damaskus. Für Maram Solidarité, einen tunesischen Verein, gegründet 2014 von den Eltern der kleinen Maram, die im Oktober 2014 an den Folgen einer seltenen Krebserkrankung starb, engagierte sich Haddaoui im August 2015 für dessen Projekt Maram for dreams und besuchte zusammen mit dem tunesischen Sänger und Komponisten Saber Rebaï eines der kranken Kinder.
Fethi Haddaoui starb im Dezember 2024 im Alter von 63 Jahren.

## Karriere
Haddaouis Theaterkarriere war geprägt von der Zusammenarbeit mit Habib Chebil, der in Tunesien als einer der bedeutendsten Maler gilt, ein bekannter Theaterregisseur war und mit dem jungen Haddaoui Anfang der 80er Jahre mehrfach arbeitete. Ende der 80er Jahre war Haddaoui für die Hauptrollen in den Theaterstücken Arab und El Aouada von Fadhel Jaibi und Fadhel Jaziri besetzt, im gleichnamigen Film Arab dieser Regisseure war Haddaoui 1988 auch in der Rolle des Mannubi zu sehen.
Parallel zum Theater begann Haddaoui Mitte der 80er Jahre seine Karriere als Schauspieler für Film und Fernsehen. Für den Fernsehfilm Ein Kind mit Namen Jesus stand er in der Rolle des Herodes Antipas für Franco Rossi vor der Kamera. In Halfaouine – Zeit der Träume von Regisseur Férid Boughedir, der mit seinem Film 1991 für den César als Bestes Erstlingswerk nominiert war, spielte er die Rolle des Khemaïs. 1993 engagierte ihn Peter Kassovitz für Des héros ordinaires. Die Filme L’Été de tous les chagrins und Des feux mal éteints von Serge Moati trugen Ende der 80er und am Anfang der 90er Jahre weiter zur Bekanntheit von Haddaoui bei.
Er spielte 1988 in Les Sabots en or von Nouri Bouzid, einem Drama um einen arabischen Intellektuellen, der zwischen dem repressiven Regime und dem islamischen Fundamentalismus gefangen ist. Die Taz widmete dem Film 1995 einen ausführlichen Artikel, in dem die Zensur und Probleme vor Veröffentlichung des Films in Tunesien aufgezeigt wurden. Nachdem Haddaoui sich in Rollen in Komödien und dem klassischen Repertoire ausgezeichnet hatte, bekam er 2003 ein Angebot für die Zusammenarbeit mit Sotigui Kouyaté für dessen Inszenierung Œdipe ou la controverse am Théâtre des Bouffes du Nord unter Leitung von Peter Brook. Die Arbeit mit Brook war, laut eigener Aussage, eine „außergewöhnliche Erfahrung“ für Haddaoui. Brook ersetzte den erkrankten Kouyaté, der das Stück ursprünglich inszenieren sollte.
Die Leidenschaft für das Theater stand für Haddaoui laut eigener Aussage immer im Vordergrund, hinderte ihn aber nicht daran interessante Rollen in Film und Fernsehen anzunehmen. Haddaoui war in diversen Hauptrollen zu sehen, beispielsweise für die Fernsehserien Liyam Kif Errih (fr: Autant en emporte le vent) des tunesischen Regisseurs Slaheddine Essid, in Ghada in der Rolle des Afif oder 2005 in der historischen Fernsehserie Al Murabitun & Andalusia in der Rolle des Yusuf ibn Taschfin.
An der Seite von Paul Freeman und Vanessa Redgrave spielte Haddaoui in dem Film The 3 Kings, 1999 in Tunesien gedreht, von Shaun Mosley. Der Film basiert auf der Geschichte der Heiligen Drei Könige auf ihrer Reise nach Bethlehem und debütierte im Jahr 2000 beim Internationalen Filmfest Emden-Norderney. Der Regisseur Abdallah al-Moheissen engagierte Haddaoui 2006 für eine der Hauptrollen seines Films Les Ombres du silence. Der Film gilt als einer der ersten Spielfilmproduktionen aus Saudi-Arabien und wurde bei Filmfestivals in Rom, Cannes, Rotterdam und Dubai aufgeführt.
Für den Film Cinecittà arbeitete Haddaoui mit dem tunesischen Regisseur Ibrahim Letaïef und 2011 für L’infiltré mit Giacomo Battiato. Durch seine Rollen in vielen Fernsehproduktionen wurde Haddaoui über die Grenzen Tunesiens hinaus bekannt. Er arbeitete als Schauspieler auch in Syrien, Jordanien, Kuwait, den Vereinigten Arabischen Emiraten, Katar, Italien und Frankreich. Er widmete sich im Auftrag mehrerer arabischer Fernsehsender der audiovisuellen Produktion von Kinderserien und Dokumentarfilmen, von denen einige ihn auch als Berater engagierten. Für den Kurzfilm Kelibia Mazzara von Gianfranco Pannone und Tarek Ben Abdallah war er neben Ben Abdallah in der Hauptrolle zu sehen und arbeitete auch am Drehbuch mit. Für die Rolle als Issa in No Man's Love von Nidhal Chatta wurde Haddaoui beim Carthage Film Festival 2000 als Bester männlicher Nebendarsteller ausgezeichnet. Er schrieb auch mit Chatta zusammen das Drehbuch.
Die Auszeichnung als Bester männlicher Nebendarsteller konnte Haddaoui 2004 beim Carthage Film Festival in Tunesien ebenfalls für sein Spiel in Noce d’été, Regisseur Mokhtar Ladjimi, entgegennehmen. Eine weitere Auszeichnung als Bester Schauspieler wurde Haddaoui in Algerien beim Internationalen Arabischen Filmfestival von Oran für das Spiel seiner Hauptrolle in Jeudi après-midi, einem Film von Regisseur Mohamed Damak, verliehen. Besetzt in der Hauptrolle war Haddaoui im ersten Spielfilm Bab El Fella (fr: Le Cinémonde) des tunesischen Regisseurs Moslah Kraïem, nominiert 2014 als Bester Film unter anderem beim Alexandria International Film Festival. In seiner Heimat Tunesien konnte Haddaoui mehrfach den Romdhane Award gewinnen.
Im Oktober 2011 wurde er durch das Kulturministerium in Tunesien zum Direktor des Internationalen Kulturzentrums von Hammamet berufen. In dieser Funktion war er gleichzeitig auch Direktor des Internationalen Festivals von Hammamet. Diese Position hatte er bis März 2014 inne. Er gehörte außerdem in seiner Heimat Tunesien zum Kader des Journées cinématographiques de Carthage (JCC) – Carthage Film Festival, dies sowohl in administrativer wie auch künstlerischer Funktion und war ebenfalls für die Journées théâtrales de Carthage (JTC), den Carthage Theatertagen, tätig.

## Filmografie

### Kino
- 1985: La Coupe (en: The Cup)
- 1988: Les Sabots en or
- 1988: Arab
- 1989: L’Été de tous les chagrins
- 1990: Halfaouine – Zeit der Träume
- 1992: Poussière de diamant
- 1994: Des feux mal éteints
- 1995: Un Certain regard
- 1995: Métro (Kurzfilm)
- 1998: Le dernier message
- 1998: Kelibia Mazzara (Kurzfilm)
- 2000: No man’s love
- 2000: La Clé de sol
- 2000: The 3 Kings
- 2003: Le Soleil assassiné
- 2004: Noce d’été
- 2005: Les Ombres du silence
- 2009: Cinecittà
- 2011: Sauve qui peut (Kurzfilm)
- 2011: L’infiltré
- 2012: Jeudi après-midi
- 2012: Bab El Fella (fr: Le Cinémonde)
- 2013: N’importe quoi (en: Get married) – (Kurzfilm)
- 2013: Yed Ellouh (en: Wooden Hand) – (Kurzfilm)

### Fernsehen
- 1987: Ein Kind mit Namen Jesus (Un bambino di nome Gesù) (Fernseh-Miniserie)
- 1988: Cantara (Fernsehserie)
- 1992: Liyam Kif Errih (fr: Autant en emporte le vent) – (Fernsehserie)
- 1993: La Tempête (Fernsehserie)
- 1993: Des héros ordinaires, Episode: Contrôle d’identité – (Fernsehfilm)
- 1994: Ghada (Fernsehserie)
- 1994: La Moisson
- 1995: El Hassad
- 1997: Tej min chouk
- 1999: Al Toubi
- 2002: Holako (Fernsehserie)
- 2004: Al Hajjaj (Fernsehserie)
- 2004: Gamret Sidi Mahrous (Fernsehserie)
- 2004: Abou Zid Al-Hilali
- 2005: La Dernière rose
- 2005: Al Murabitun & Andalusia – Fernsehserie
- 2008: Sayd Errim (Fernsehserie)
- 2010: Casting (Fernsehserie)
- 2012: Pour les beaux yeux de Catherine (Fernsehserie)
- 2012: Farouk Omar (Fernsehserie)
- 2013: Yawmiyat Imraa (Fernsehserie)
- 2013: Layem (Fernsehserie)
- 2013: Zawja El Khamsa (Fernsehserie)
- 2014: Naouret El Hawa (Fernsehserie)
- 2015: School 2
- 2015: Bolice (Fernsehserie, Episoden 3 und 4)
- 2016: Le Président (Fernsehserie)
- 2017: Lemnara (Fernsehserie)
- 2017: The Imam (Fernsehserie)
- 2019: El Maestro (Fernsehserie)
- 2019: Awled Moufida (Fernsehserie, Staffel 4)
- 2021: Awled El Ghoul Von Mourad Ben Cheikh: Ismael El Ghoul

### Theater
- 1982: Doulab – Inszenierung Habib Chebil
- 1984: Mawal – Inszenierung Habib Chebil
- 1987: Arab – Fadhel Jaibi und Fadhel Jaziri
- 1989: El Aouada – Inszenierung Fadhel Jaibi und Fadhel Jaziri
- 2000: Le Coran – Inszenierung Arbi Cherif
- 2003: Œdipe ou la controverse – Inszenierung Sotigui Kouyaté

## Auszeichnungen

### Filmfestivals
- 2000: Bester männlicher Nebendarsteller (No man’s love) – Carthage Film Festival[12]
- 2004: Bester männlicher Nebendarsteller (Noce d’été) – Carthage Film Festival[13]
- 2013: Bester Schauspieler (Jeudi aprés-midi) – Internationales Arabisches Filmfestival von Oran[14]

### Awards
Der tunesische Radiosender Mosaïque FM verleiht jährlich den Romdhane Award anlässlich des Monats Ramadan. Die Hörerschaft kann in verschiedenen Kategorien per Internet abstimmen – unter anderem für Star Ramadan, Bester Schauspieler, Bester Komiker, Bester Regisseur, Beste Produktion – und kührt so die Sieger dieses Publikumspreises.
- 2013: Star Ramadan und Bester Schauspieler
- 2014: Bester Schauspieler
- 2019: Bester Schauspieler